# Noémie Garnier
Pour les articles homonymes, voir Garnier.
Noémie Garnier, née le 9 août 2001, est une coureuse cycliste française spécialiste de VTT cross-country eliminator.

## Palmarès en VTT

### Championnats du monde
- Graz 2021
  -  Médaillée d'argent du cross-country eliminator

### Coupe du monde
- Coupe du monde de cross-country eliminator
  - 2021 : 7e du classement général, vainqueur d'une manche

- Coupe du monde de cross-country espoirs
  - 2023 : 9e du classement général

- Coupe du monde de cross-country short-track espoirs
  - 2023 : 6e du classement général

### Championnats d'Europe
- Anadia 2023
  -  Médaillée d'argent du relais mixte

### Championnats de France
- 2021
  -  Championne de France de cross-country eliminator
  - 3e du short-track
- 2022
  - 3e du cross-country eliminator
- 2023
  -  Championne de France de cross-country short track
  -  Championne de France de cross-country espoirs
  - 3e du cross-country
- 2025
  - 2e du cross-country short track

## Palmarès en cyclo-cross
- 2024-2025
  - Ziklo Kross Igorre, Igorre
  - Coupe de France #7, La Ferté-Bernard
  - Coupe de France #8, La Ferté-Bernard
  - 2e de la Coupe de France